# کدو مسما
کدو مسما به انگلیسی (Straightneck squash) گونه ای از خانواده کدوها می باشد که مصرف خوراکی داشته و گاه ارتفاع آن تا 1 متر نیز می رسد. کدو مسما یک کدو به رنگ زرد و گوشت داخلی آن سفیدرنگ میباشد. کدو از جمله صیفی جات خوش طعم است که در خورشت های مختلفی استفاده می شود. کدوی زرد یکی از واریته های کدو خورشتی می باشد که طعمی شیرین تر و ظاهری بسیار زیباتر از کدو سبز دارد.